# Oberes Demnitztal
Das Naturschutzgebiet Oberes Demnitztal liegt im Landkreis Oder-Spree in Brandenburg.
Das Gebiet mit der Kenn-Nummer 1219 steht seit dem 10. Oktober 1981 unter Naturschutz. Das 87,42 ha große Naturschutzgebiet erstreckt sich südöstlich von Mixdorf entlang der Demnitz, die im Gebiet ihre Quelle hat. Westlich des Gebietes verläuft die Landesstraße L 435 und südwestlich die B 246. Östlich fließt die Schlaube und erstreckt sich der rund 12 ha große Langesee.